# 麥丘老人
麥丘老人是中國春秋時代人物，齊桓公至麥丘，遇一老人，年八十三，為桓公祝壽。齊桓公賜封地「麥丘」與老人，老人的後裔就跟從封地「麥丘」為氏。後來隨著歷史的變遷，再去丘為麥，從複姓變為單姓。